# 马鞭草天蛾
马鞭草天蛾（学名：Meganoton nyctiphanes）是鱗翅目天蛾科的一种，成虫翅长40－45毫米。头棕褐色；胸部肩板有黑色纵条；腹部各节间有白色纹，尤以第2、3节较显著；前翅棕褐色，内线、中线及外线黑褐色，且弯曲度较大，中室有枯黄色圆点，外围黑色；后翅亦为棕褐色，中央有枯黄色横纹。幼虫以马鞭草科植物为寄主。分布于中国南方及越南、印度、斯里兰卡、缅甸、马来西亚等地。

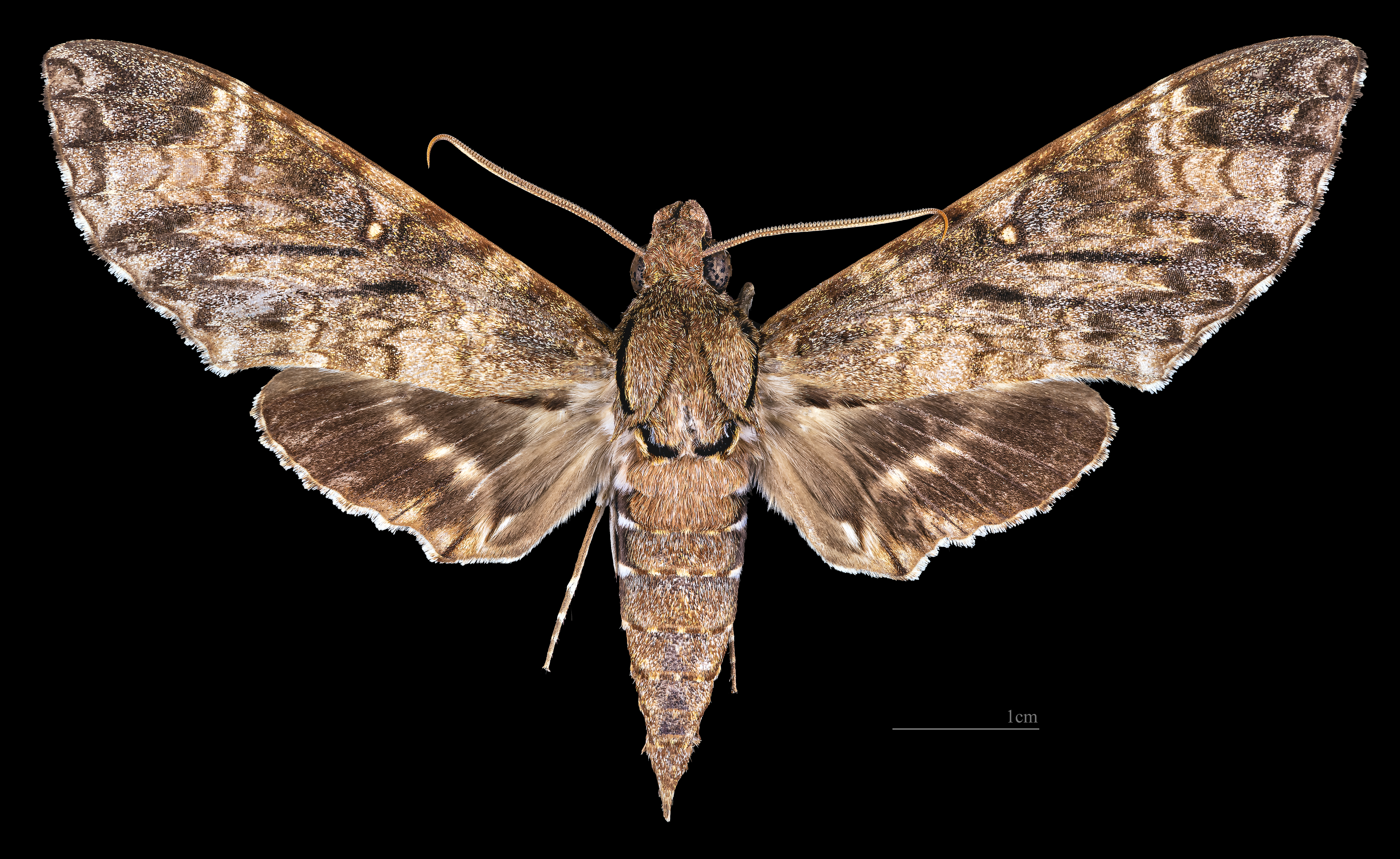
Meganoton nyctiphanes ♂
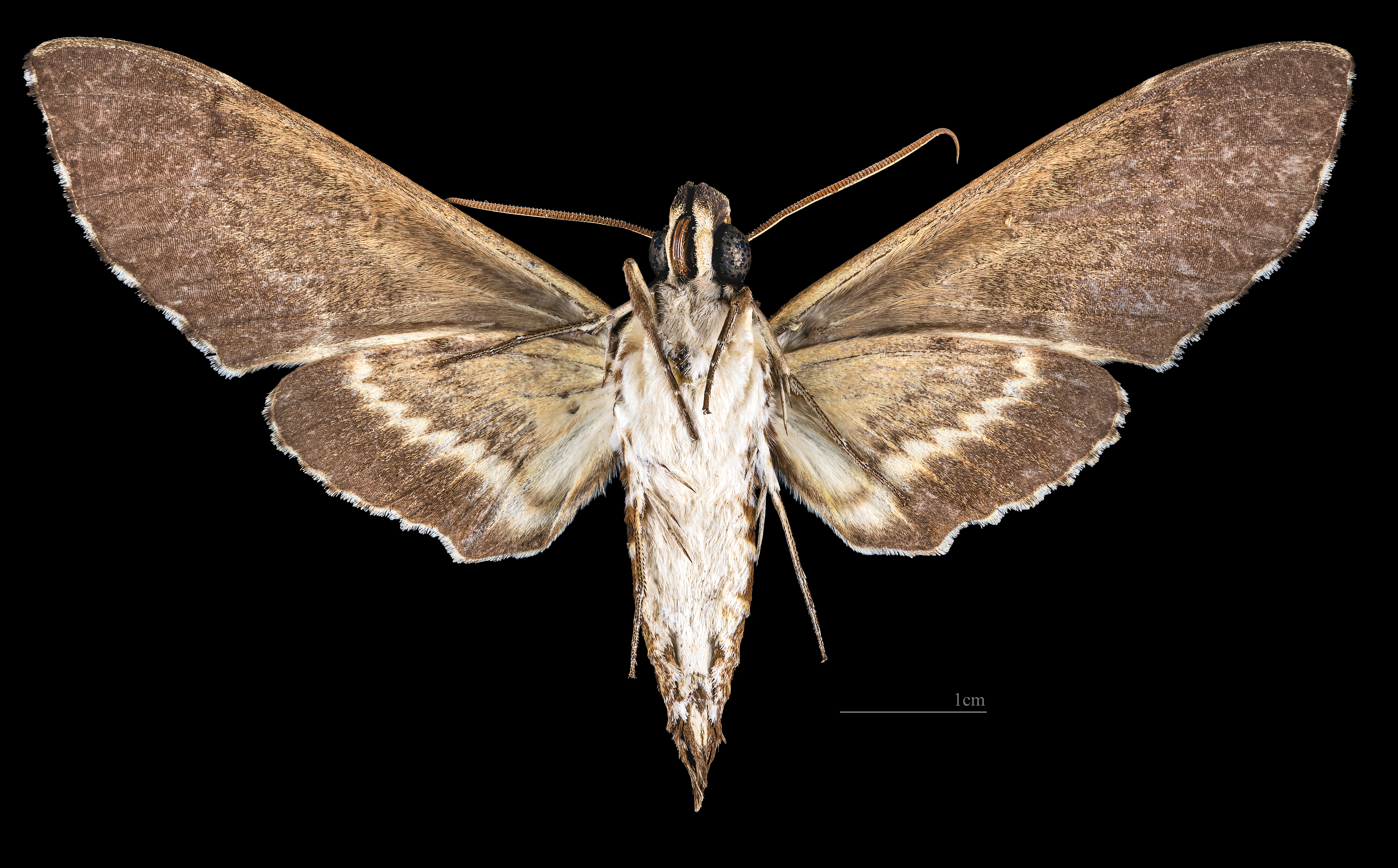
Meganoton nyctiphanes ♂  △

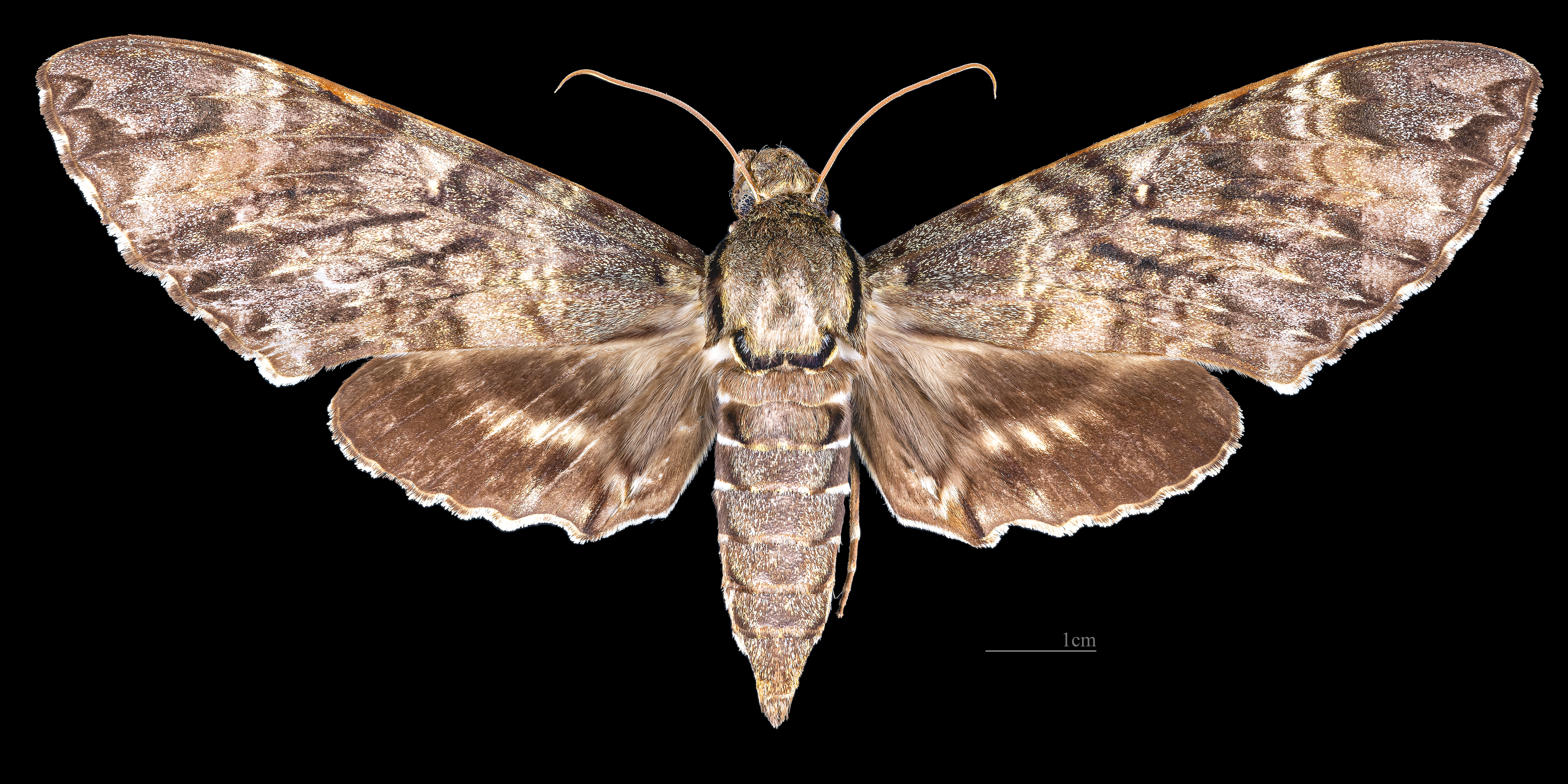
Meganoton nyctiphanes  ♀
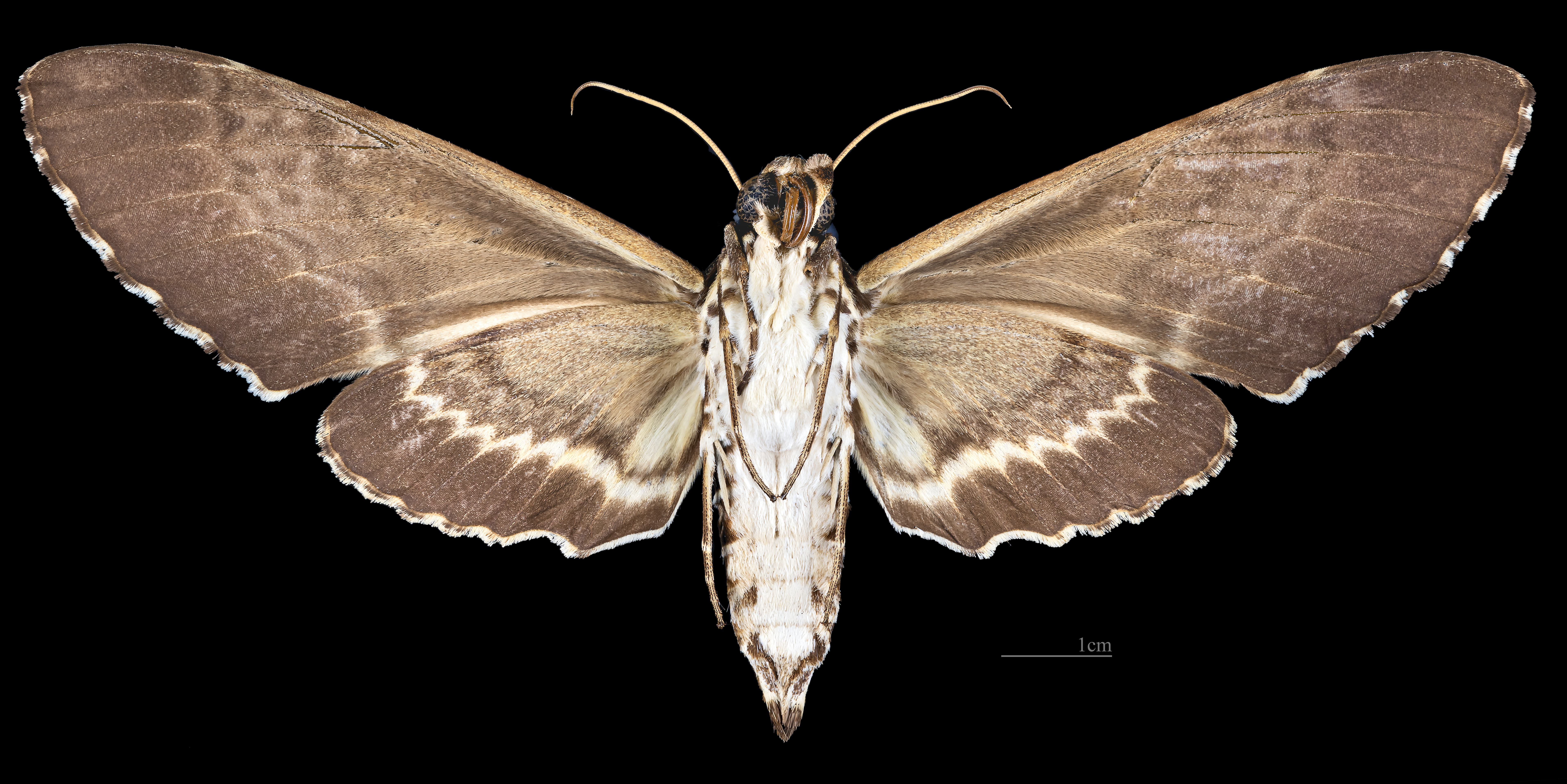
Meganoton nyctiphanes  ♀  △